# Mimudea rocinalis
Mimudea rocinalis is een vlinder van de familie van de grasmotten (Crambidae), uit de onderfamilie van de Spilomelinae. De wetenschappelijke naam van deze soort is voor het eerst voorgesteld als Botys rocinalis door Paul Dognin in een publicatie uit 1897.
De soort komt voor in Ecuador (Loja).